# Zemborzyn Kościelny
Zemborzyn Kościelny – przysiółek wsi Czekarzewice Pierwsze w Polsce, położony w województwie świętokrzyskim, w powiecie opatowskim, w gminie Tarłów.
Zemborzyn Kościelny jest siedzibą rzymskokatolickiej parafii św. Mikołaja Biskupa.
W latach 1975–1998 przysiółek administracyjnie należał do województwa tarnobrzeskiego.
Znajduje się na prawym brzegu rzeki Kamiennej – naprzeciw miejscowości Zemborzyn Pierwszy, położonej w województwie mazowieckim.

## Historia
W wieku XIX samodzielna wieś wymieniona w składzie gminy Ciszyce (z siedzibą w Ciszycach Górnych) funkcjonującej w wieku XIX.

## Zabytki
- Kościół parafialny pw. św. Mikołaja, wzniesiony w latach 1920–1922, wpisany do rejestru zabytków nieruchomych (nr rej.: A.574 z 3.10.1983)[7].
- Cmentarz parafialny stary z XIX w. (nr rej.: A.575 z 14.06.1988)[7].